# هارييت مايرز
هارييت مايرز (بالإنجليزية: Harriet Miers)‏ (و. 1945 – م) هي محامية، ومحاماة من الولايات المتحدة الأمريكية ولدت في دالاس، تكساس.